# الدوري اليوناني 2004–05
الدوري اليوناني لكرة القدم 2004–05 (باليونانية: Α΄ Εθνική ποδοσφαίρου ανδρών 2004-2005)‏ هو الموسم 46، و69 من  الدوري اليوناني لكرة القدم. الذي يشرف على تنظيمه الاتحاد الإغريقي لكرة القدم، وكان عدد الأندية المشاركة فيه  16.